# Iathrippa varians
Iathrippa varians is een pissebed uit de familie Janiridae. De wetenschappelijke naam van de soort is voor het eerst geldig gepubliceerd in 1993 door Winkler & Brandt.